# Театр Дмитра Ширая
Теа́тр Дмитра́ Шира́я — один з перших в Україні кріпацьких театрів, заснований наприкінці XVIII століття в селі Спиридонова-Буда колишнього Новозибківського повіту Чернігівщини (нині Злинковський район Брянської області Росії).

## Загальні відомості
Оперна і балетна трупи театру, його хор і оркестр налічували близько 200 кріпаків.
Театр був комерційним, але це не перешкоджало його власнику поміщику Дмитру Івановичу Шираю (1755—1809) запрошувати на репетиції педагогів-хореографів, відомих театральних декораторів із Москви та Санкт-Петербурга. Вистави театру «відзначались помпезністю, живописністю декорацій, багатством костюмів».
1800 року в театрі було 18 актрис і близько 40 акторів.
У травні 1801 року театр виступив у Києві з балетом «Венера і Адоніс», поставленим балетмейстером Франческо Мореллі.
1808 року Дмитро Ширай, який володів театром, відпустив на волю всіх його акторів.
У 1805–1809 трупа театру постійно ставила балетні й танцювальні дивертисменти в новозбудованому Київському міському театрі.

## Репертуар
- комічна опера «Школа ревнивих» (італ. La Scuola de'gelosi) (лібретто Катерино Маццоли, музика Антоніо Сальєрі)
- балет «Венера і Адоніс» (музика Франсуа-Шарлемань Лефевра (1775-1839))

## Виконавці
Завдяки схильним відгукам письменника-сентименталіста, видавця і журналіста князя Петра Івановича Шалікова (1767—1852) відомі імена деяких акторів театру:
- актриса Полянська
- танцівниці Маренкова, Дроздова, Косаковська, Кодинцова